# Nota Belvedere
De Nota Belvedere is een Nederlandse beleidsnota over de relatie tussen cultuurhistorie en ruimtelijke inrichting. De nota is in de zomer van 1999 uitgebracht en ondertekend door vier ministeries: de ministeries van Onderwijs, Cultuur en Wetenschap, van Volkshuisvesting, Ruimtelijke Ordening en Milieu, van Landbouw, Natuurbeheer en Visserij en van Verkeer en Waterstaat.
De doelstelling van de nota is de cultuurhistorische waarde meer prioriteit te geven bij de inrichting van Nederland. De overheid erkent daarmee dat cultuurhistorie een inspiratiebron kan zijn voor (landschaps-)architectuur en ruimtelijk ontwerp, waardoor tevens de positie van het cultuurhistorisch erfgoed wordt versterkt. Erkend wordt dat er tussen de zorg voor het cultuurhistorisch erfgoed en de dynamiek van de ruimtelijke inrichting een spanning bestaat. Er moet gezocht worden naar een nieuw evenwicht tussen behoud en ontwikkeling. Er moeten nieuwe gebruiksmogelijkheden voor oude landschappen en bouwwerken worden gezocht, want zonder vitale functies gaat het cultuurhistorisch erfgoed verloren. De nota heeft niet de status van een wet, maar moet worden gezien als een bron van inspiratie voor provinciaal en lokaal beleid, voor concrete ontwerpopgaven en ruimtelijke plannen.
De Nota Belvedere is een uitwerking van voornemens uit de Cultuurnota 1997-2000 en de Nota over het architectuurbeleid 1997-2000.

## Achtergrond
De Nota Belvedere vindt zijn oorsprong in de opvatting dat het cultuurhistorisch erfgoed beter benut kan worden en dat het behoud van het erfgoed meer moet zijn dan zorgvuldige conservering. De nota stelt daarom een strategie van ‘behoud door ontwikkeling’ voor, ook wel aangeduid als culturele planologie. In de nota wordt een aantal overwegingen genoemd voor het behouden en integreren van cultuurhistorische kwaliteit bij ruimtelijke ontwikkelingen.

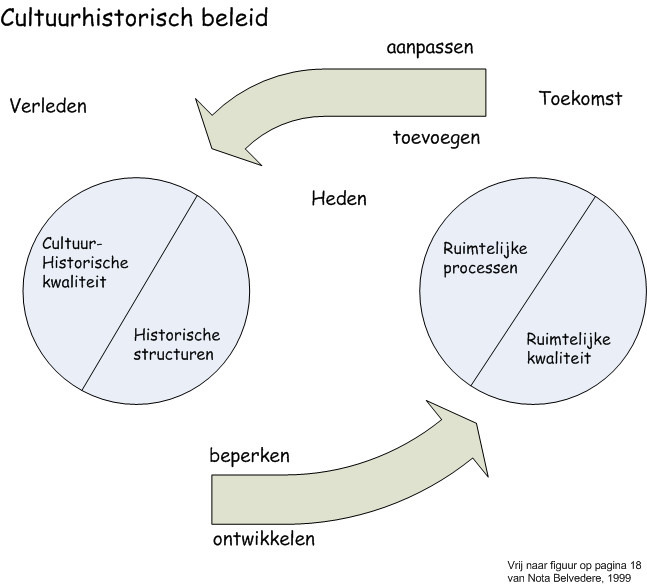
De relatie tussen cultuurhistorie en ruimtelijke ordening volgens de Nota Belvedere

- Het cultuurhistorisch erfgoed speelt een grote rol bij de ontwikkeling van plaats of streekidentiteit. Cultuurhistorische bewustwording versterkt bovendien de betrokkenheid van mensen bij hun omgeving
- In een tijd van mondialisering en vervaging van grenzen groeit de behoefte aan historisch verankerde identiteit. De standaardisering die ook in de ruimtelijke inrichting zichtbaar is, vraagt om het behoud van unieke elementen in het landschap en de bebouwde omgeving.
- Uit educatief oogpunt is aandacht voor cultuurhistorie van belang
- Bij het maken van ruimtelijke plannen kan het cultuurhistorisch erfgoed een goede inspiratiebron zijn.
- Ecologische en esthetische waarden kunnen worden versterkt. Behoud en ontwikkeling van oude landschapselementen is bevorderlijk voor de biodiversiteit en de voortschrijdende nivellering van het landschap door onder meer de schaalvergroting in de landbouw kan worden beperkt.
- Er is een economisch belang omdat het versterken van de cultuurhistorische kwaliteiten een gunstig effect heeft voor recreatie en toerisme.

## Cultuurhistorische waardenkaart
In Nederland is een cultuurhistorische waardenkaart (chw) een cartografische weergave van bestaande en verdwenen landschapstypen en cultuurhistorische relicten in het landschap. Voor de uitvoering van het Belvedere-beleid was een overzicht nodig van de meest waardevolle gebieden en steden in Nederland. Er is daarom een kaart van de zogenaamde Belvedere-gebieden gemaakt en een lijst van cultuurhistorisch belangrijke steden.
De kaart van de Belvedere-gebieden is een zogenaamde ‘stapelkaart’, dat wil zeggen een kaart die het resultaat is van het samenvoegen van in dit geval drie sectorale basiskaarten. Men is begonnen met het vervaardigen van een basiskaart archeologisch waardevolle gebieden, gevolgd door een basiskaart van historisch-bouwkundige en stedenbouwkundige waarden (daarin staan onder andere de stads- en dorpsgezichten en de belangrijkste landgoederen en buitenplaatsen). De derde kaart was een basiskaart historisch-geografische waarden.
Omdat bepaalde gebieden toch ‘buiten’ de stapelkaart zouden kunnen vallen, heeft men een correctie toegepast door ‘gebieden van universele waarde’ toe te voegen. Deze gebieden zijn terug te vinden als geplaatste en genomineerde gebieden op de Werelderfgoedlijst van de UNESCO (voorbeelden zijn Schokland, de Beemster, Middag-Humsterland en de Nieuwe Hollandse Waterlinie). Het resultaat was dat 70 gebieden in Nederland de status Belvedere-gebieden kregen.
De cultuurhistorisch belangrijke steden staan op een afzonderlijke kaart. Het uitgangspunt was het aantal steden dat al geregistreerd stond als beschermd stadsgezicht. De lijst is aangevuld met steden die archeologisch waardevol zijn en steden die met een hoge waarde aan jongere bouwkunst. Op de lijst staan 105 steden.

## Voorbeeldprojecten

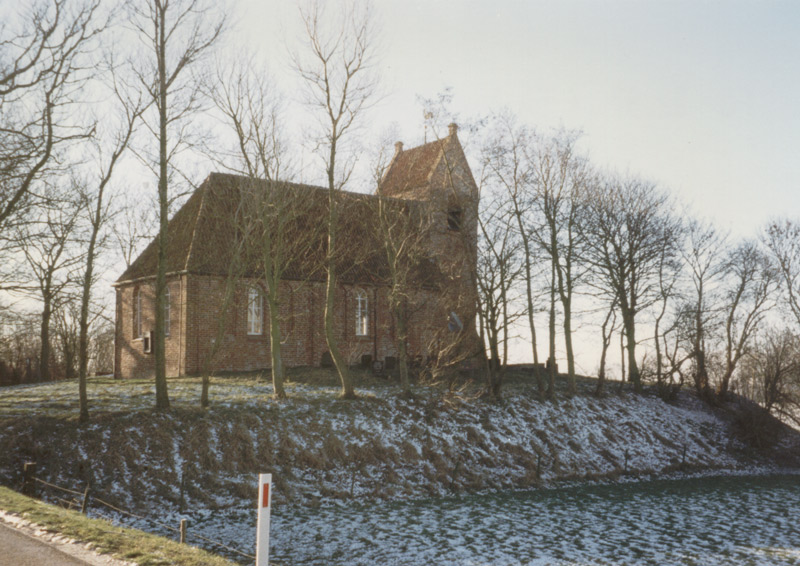
Terp van Oostum in 1997, cultuurhistorisch element in het Belvedere-gebied Middag-Humsterland

In de Nota Belvedere zijn acht voorbeeldprojecten opgenomen die illustratief geacht worden voor de naar voren gebrachte beleidsvisie. De voorbeeldprojecten kennen een grote verscheidenheid zowel in ruimtelijke omvang als naar gekozen invalshoek (stedenbouw, architectuur of natuur- en landschapsontwikkeling). De voorbeeldprojecten zijn:
- De Mariaplaats in Utrecht
- De Nieuwe Hollandse Waterlinie
- Het Waterproject 1854 in Rotterdam
- Leidsche Rijn
- Middag-Humsterland
- Dorpen in het groen in Noordwest Overijssel
- Rijkswerf Willemsoord in Den Helder
- Kerkepaden in de Achterhoek

## De doorwerking in het Rijksbeleid
Het Belvedere-beleid is onderdeel geworden van het ruimtelijk kwaliteitsbeleid. In verschillende Rijksnota’s worden de ideeën uit de Nota Belvedere teruggevonden. In de Nota Ruimte zijn de waardevolle cultuurhistorische gebieden meegenomen bij de selectie van de twintig nationale landschappen. De verantwoordelijkheid voor de landschappelijke basiskwaliteit in de overige waardevolle cultuurlandschappen wordt neergelegd bij provincies en gemeenten. Wel moet bij iedere ingreep expliciet aandacht worden geschonken aan de betekenis van het cultuurhistorisch erfgoed. In de Nota Ruimte wordt aangegeven dat men meer gebruik wenst te maken van ontwerpende disciplines die cultuurhistorie als basis nemen als inspiratiebron.
Op nationaal niveau wordt in een aantal voorbeeldprojecten uitvoering gegeven aan het Belvedere-beleid. Dit betreft onder andere de Nieuwe Hollandse Waterlinie, die van Muiden tot in de Brabantse Biesbosch loopt. In dit kader is een integrale gebiedsvisie ontwikkeld het Panorama Krayenhoff. Men wil de linie ontwikkelen als een open en recreatief aantrekkelijk landschap.
Naast een activiteitenprogramma kent het Belvedere-beleid een subsidieregeling. De uitvoering daarvan vindt plaats door het Stimuleringsfonds voor Architectuur.
Op provinciaal niveau is de invloed van de Nota Belvedere ook merkbaar. Verschillende provincies gebruiken de uitgangspunten bij de toetsing van streek- en omgevingsplannen. Sommige provincies hebben inmiddels een eigen cultuurhistorische beleidsnota.
Vanaf 2009 werd Belvedere in het rijksbeleid vervangen door de MoMo (Modernisering Monumentenzorg), die uiteindelijk leidde tot verplichtingen m.b.t. cultuurhistorie in de ruimtelijke ordening.

## Onderwijs
In 2005 werden voor een periode van 4 jaar drie Belvedere-leerstoelen in het leven geroepen. Eric Luiten werd als hoogleraar aangesteld aan de Technische Universiteit Delft, Jan Kolen aan de Vrije Universiteit en André van der Zande aan de Wageningen Universiteit.